# 伊瓜苏河畔里奥博尼图
伊瓜苏河畔里奥博尼图是巴西巴拉那州的一个市镇。总面积746.12平方公里，总人口15009人，人口密度20.1人/平方公里。